# Kituro Rugby Club

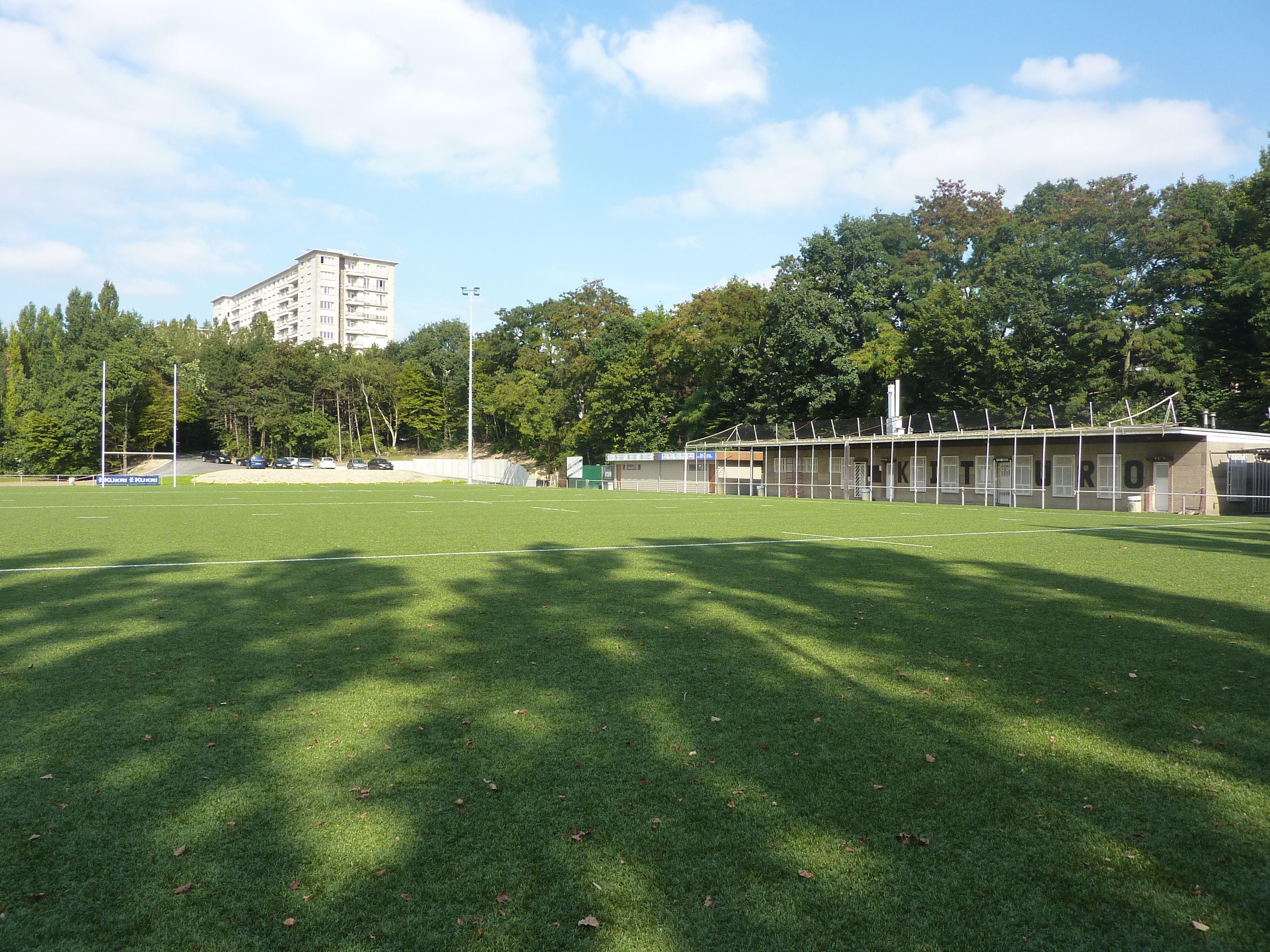
Kituro Rugby Club

Kituro Rugby Club är en idrottsförening belägen i den Bryssels kommunen Schaerbeek i Belgien.

## Meriter
- Belgiska mästerskapet : 4 gånger - 1967, 1996, 2009, 2011
- Belgiska Cup : 6 gånger - 1969, 1977, 1981, 1983, 1993, 1998